# 登瀛書院 (南投県)

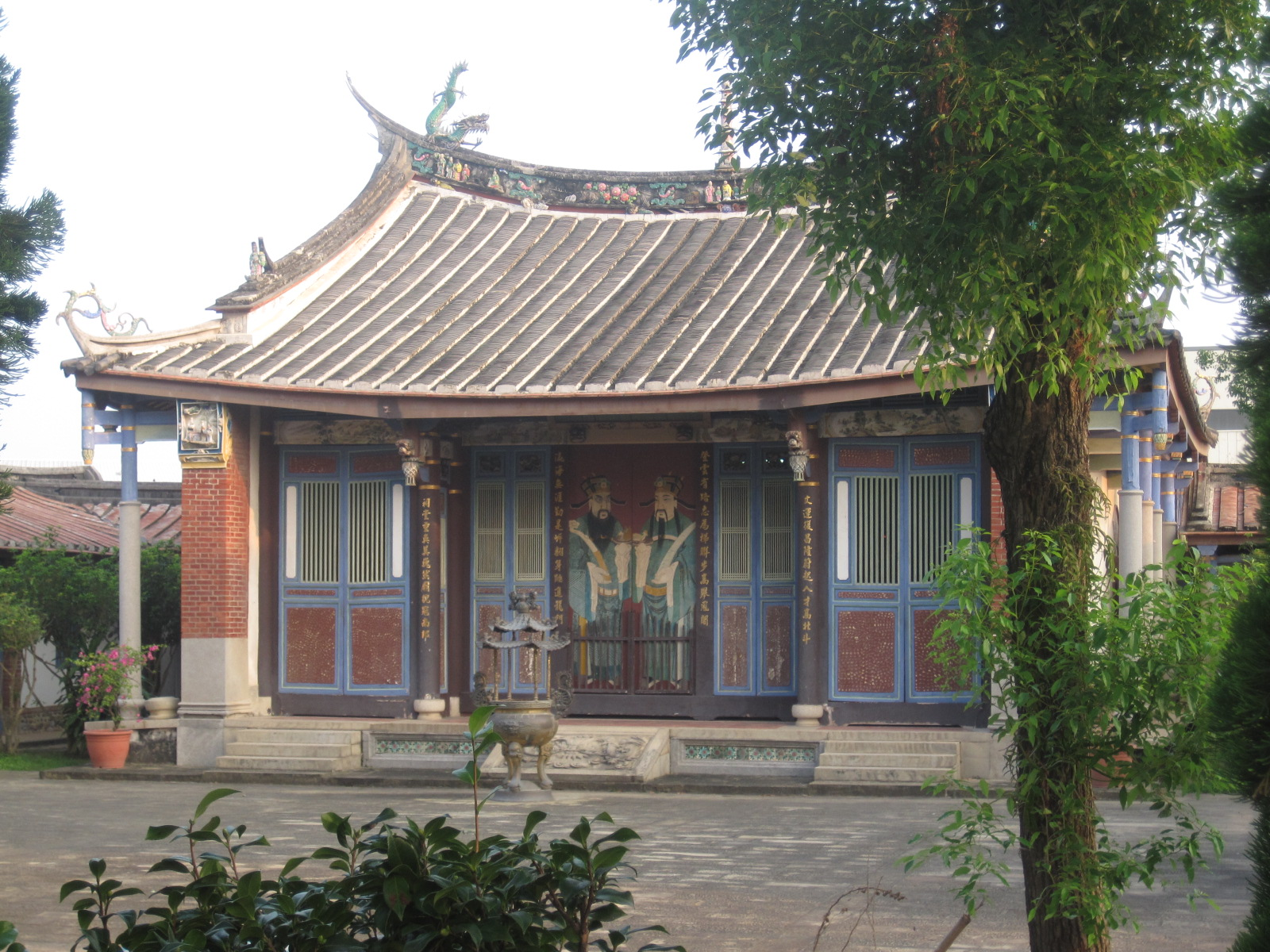
登瀛書院の中殿

登瀛書院（とうえいしょいん、繁体字中国語: 登瀛書院）は、台湾の南投県草屯鎮にある書院。唐代の文士の称号「十八学士登瀛洲」に由来する。民国74年（1985年）に中華民国内政部により県定三級古蹟に指定された。この書院は清代の道光28年（1848年）に、朝廷により設立された。当初は平埔族の教育を目的としていた。その後、私塾となり、学田の設置により経費が賄われた。現在の建物は光緒9年（1883年）に修築されたものである。エレガントでシンプルな建築様式であり、周囲には巨樹が並んでいる。

## 建築
建物は南向きであり、前面に照壁が、左右に護龍が配置されている。中殿は独立した構造であり、講堂になっている。講堂の裏には神龕が設置されており、左から紫陽夫子朱熹、文昌帝君、魁斗星君が並んで奉られている。